# Alan Campbell, Baron Campbell of Alloway
Alan Robertson Campbell, Baron Campbell of Alloway, ERD, QC (* 24. Mai 1917; † 30. Juni 2013 in London) war ein britischer Jurist, Barrister, Autor, Politiker (Conservative Party) und Life Peer.

## Leben und Karriere
Der Sohn von John Kenneth Campbell und Juliet Pinners besuchte die Aldenham School in Hertfordshire und die École des Sciences Politiques in Paris, die er 1934 abschloss. Er studierte am Trinity Hall College der University of Cambridge, wo er 1938 einen Bachelor of Arts in Wirtschafts- und Rechtswissenschaften erwarb, und mit einem Master of Arts abschloss.
1939 wurde er als Barrister an der Londoner Anwaltskammer Inner Temple zugelassen und als Freiwilliger zum Kriegsdienst in der Royal Artillery Supplementary Reserve herangezogen. Von 1939 bis 1940 diente er in Frankreich und Belgien als Offizier in der British Expeditionary Force (BEF), wo er bis zum Rang eines Second Lieutenant befördert wurde. Von 1940 bis Kriegsende war er Kriegsgefangener in Colditz.
1965 wurde er zum Kronanwalt berufen und 1972 zum Bencher ernannt. Er war von 1967 bis 1979 Mitglied des Old Carlton Club Political Committee und von 1974 bis 1980  beim Aufsichtsrat (Advisory Council) des British Council. Campbell wurde 1975 Mitglied des Verwaltungsausschusses (Management Committee) der United Kingdom Association for European Law. 1976 wurde er zum Teilzeitrichter (Recorder) am Crown Court of England and Wales ernannt und behielt diesen Posten bis 1989.
Von 1965 bis 1974 war Campbell Berater (Consultant) des Europarates zum Bereich Industriespionage. Von 1968 bis 1980 war Campbell Vorsitzender (Chair) des Legal Research Committee of Society of Conservative Lawyers.
Von 1974 bis 1979 war er Mitglied des Law Advisory Panel des British Council, von 1989 bis 1991 war er Vizepräsident (Vice-President) der Association des Juristes Franco-Britanniques und von 1978 bis 2004 war er Präsident der Colditz Association. Von 1996 bis 1999 war er stellvertretender Schirmherr (Co-Patron) der Inns of Court School of Law Conservatives.

## Mitgliedschaft im House of Lords
Am 2. Juni 1981 wurde er zum Life Peer mit dem Titel Baron Campbell of Alloway, of Ayr in the District of Kyle and Carrick ernannt. Seine Antrittsrede im House of Lords hielt er am 30. Juli 1981.
Als seine politischen Interessen gibt er Verfassungsfragen, Verteidigungspolitik, die Europäische Union, Individuelles und Kollektives Arbeitsrecht, sowie Europäisches Wettbewerbsrecht und Wettbewerbsbeschränkungen sowie Monopole und Monopolpolitik an. Campbell gehörte mehreren Sonderausschüssen (Select Committees) an, von 1982 bis 2000 Privileges, von 1987 bis 1988 Personal Bills, von 1988 bis 1989 Murder and Life Imprisonment und 2000 Joint Consolidation Bills. Außerdem gehörte er dem House of Lords Ecclesiastical Committee, bis 2003 dem Joint Committee on Human Rights und den All-Party Committees on Defence and Children an.
Er war regelmäßig in Debatten aktiv. Nach der Unterhauswahl 2010 wurde Campbell Mitglied
der Ausschüsse Consolidation Bills und Statutory Instruments.
Nach dem Tod von Baron Glenamara im Mai 2012 war Campbell bis zu seinem Tod das älteste Mitglied des House of Lords.

## Weitere Ämter und Ehrungen
Campbell erhielt 1996 die Militärauszeichnung Emergency Reserve Decoration (ERD) und ist Mitglied der Scottish Peers' Association.

## Familie
1947 heiratete Campbell Diana Watson-Smyth. Aus dieser Ehe ging eine Tochter hervor. 1953 ließ sich das Paar scheiden. Vier Jahre später heiratete Campbell seine zweite Frau Vivien de Kantzow, die Tochter von Commander Arthur Henry de Kantzow. Sie starb im Dezember 2010.

## Veröffentlichungen
- Colditz cameo: being a collection of verse written by a prisoner of war in Germany. Ditchling Press, 1954?, ISBN unbekannt
- Restrictive Trade Practices and Monopolies. Sweet & Maxwell, 1956 (bzw. 2. Auflage 1966), ISBN 978-0421049208 (mit Richard Wilberforce, Baron Wilberforce und Neil Elles)
- Restrictive Trading Agreements in the Common Market. Stevens;Rotham, 1964, ISBN unbekannt
- Restrictive trading agreements. Supplement. Stevens & Sons, 1965, ISBN unbekannt
- Common Market Law, Longman, 1969, ISBN 978-0582508149
- Industrial Relations Act, An Introduction, Prentice Hall Press. 1971, ISBN 978-0582508200
- European Community Competition Law: A Practitioner's Textbook . Elsevier Science Ltd, 1980, ISBN 978-0444854964
- Trade Unions and the Individual. ESC Pub., 1980, ISBN 978-0906214053 (mit John Bowyer)